# Многонациональные силы в Персидском заливе
Многонациональные силы в Персидском заливе — международная военная коалиция, созданная в ответ на агрессию Ирака против Кувейта в 1990 году. Конфликт, известный как Война в Персидском заливе или операция «Буря в пустыне», стал одним из ключевых событий конца XX века, оказавшим значительное влияние на геополитическую ситуацию в регионе и мире в целом.

## Предыстория
2 августа 1990 года Ирак под руководством президента Саддама Хусейна вторгся в Кувейт, аннексировав его и объявив своей 19-й провинцией. Это действие было осуждено международным сообществом, включая ООН, которая приняла ряд резолюций, требующих вывода иракских войск из Кувейта. 29 ноября 1990 года Совет Безопасности ООН принял резолюцию № 678, согласно которой была сформирована многонациональная военная коалиция для освобождения оккупированного Ираком Кувейта «всеми необходимыми средствами», если Ирак не выведет свои войска к 15 января 1991 года. В соответствии с резолюцией была создана многонациональная коалиция, в которую вошли 42 стран во главе Соединёнными Штатами. Коалиция действовала под эгидой ООН и при поддержке Совета Безопасности. Основной целью коалиции было освобождение Кувейта и восстановление его суверенитета.
Главную роль в коалиции играли США, которые предоставили наибольшее количество войск и ресурсов. В состав коалиции входили сухопутные, воздушные и морские силы, а также подразделения специального назначения стран-участников коалиции. Командование операцией осуществлял генерал Норман Шварцкопф, руководивший силами коалиции с территории Саудовской Аравии. Центральное командование возглавляли США, Саудовская Аравия и Великобритания; морское командование возглавляли Соединённые Штаты; Объединённое командование сил на востоке включало Египет, Саудовская Аравия, Сирия, Марокко, Кувейт, Оман, Объединённые Арабские Эмираты, Катар, Бахрейн, Польша и Чехословакия; а Объединённое командование сил на севере составляли Соединенные Штаты, Великобритания, Франция, Канада, Италия, Австралия и Турция.

## Ход операции
Ирак не выполнил требование ООН о выводе войск из Кувейта и 17 января 1991 года коалиция начала воздушную бомбардировку целей в Ираке и Кувейте. Воздушная кампания, состоявшая из массированных авиаударов по стратегическим объектам Ирака, продолжалась несколько недель и завершилась 23 февраля 1991 года, после чего 24 февраля коалиция начала крупномасштабное наземное наступление на оккупированный Ираком Кувейт и южный Ирак. Иракские военные были разгромлены в ходе боевых действий и 28 февраля 1991 года президент США Джордж Буш-старший объявил о прекращении боевых действий так как Кувейт был полностью освобождён от иракских войск.

## Итоги
Война в Персидском заливе завершилась полным освобождением Кувейта и восстановлением его суверенитета. Ирак понёс значительные потери в живой силе и технике, а также был вынужден согласиться на уничтожение своего химического и биологического оружия под наблюдением международных инспекторов. Однако режим Саддама Хусейна остался у власти, что впоследствии привело к Иракской войне 2003 года.

## Последствия
Война в Персидском заливе имела долгосрочные последствия для региона и мира. Она укрепила роль США как глобальной сверхдержавы, а также привела к усилению военного присутствия стран НАТО на Ближнем Востоке. Конфликт также способствовал росту антиамериканских настроений в регионе и стал одной из причин последующих террористических атак, включая события 11 сентября 2001 года.

## Государства-участники

### Австралия
Основная статья: Австралия в войне в Персидском заливе

Австралия предоставила по крайней мере один фрегат с управляемыми ракетами, один эсминец и одно судно снабжения. Ограниченное количество австралийских войск были включены в британские и американские формирования, а фотоинтерпретаторы RAAF базировались в Саудовской Аравии. Королевская австралийская артиллерия обеспечивала противовоздушную оборону австралийских судов снабжения, поскольку у них не было собственных.

### Аргентина
Аргентина предоставила коалиции 500 военнослужащих, два корвета, эсминец, два грузовых самолёта и три вертолёта. Операции аргентинских сил носили кодовое название Operativo Alfil.

### Бахрейн
Бахрейн играл ограниченную роль в конфликте, а армия Бахрейна предоставила войска контингенту Совета сотрудничества стран Персидского залива, который действовал в составе войск Саудовской Аравии и Кувейта и играл вспомогательную роль в конфликте. Правительство Бахрейна также разрешило использовать свою территорию в качестве логистического центра для коалиционных сил.

### Бангладеш
Бангладеш предоставил коалиции около 2300 человек. Их операция носила кодовое название Moruprantar и включала персонал службы безопасности и две полевые бригады скорой помощи. После войны бангладешские силы искали и обезвреживали наземные мины, установленные иракскими войсками. В результате со временем бангладешский окнтингент в Кувейте не только не уменьшился, а наоборот, увеличился. В 2015 году в Кувейте находилось до 5000 бангладешских солдат для оказания помощи в разминировании. Командующим бангладешскими силами был Зубайр Сиддики.

### Бельгия
Бельгия произвела ограниченное развертывание своих войск и самолётов в Турции. Также бельгийский флот отправил в залив несколько кораблей: два тральщика класса Tripartite, Iris и Myostis, вместе с командно-логистическим судном Zinnia, которое провели операции по разминированию. Позже правительство Бельгии решило отправить дополнительный тральщик Dianthus. Когда было достигнуто соглашение о прекращении огня, операции по разминированию переместились к побережью Кувейта.
В Турции в рамках превентивного развертывания авиации НАТО были развернуты 24 самолёта бельгийских ВВС: 18 Mirage 5 из 8-й истребительной эскадрильи и шесть C-130 из 15-го авиатранспортного крыла.
Медицинский персонал бельгийской армии был прикреплён к британскому полевому госпиталю на Кипре, а также был развёрнут в Турции вместе с 75 солдатами.

### Великобритания
Основная статья: Операция «Гранби»

Великобритания участвовала в операции «Гранби» и битве за Норфолк. Общий британский вклад в коалиционные силы включал 16 кораблей, 58 самолётов и 53 462 человека личного состава, включая 1-ю бронетанковую дивизию, 7-ю и 4-ю бронетанковые бригады. Британскими силами командовали: Патрик Хайн, командующим всеми британскими силами во время войны в Персидском заливе; Майкл Грейдон, главнокомандующий ударным командованием Королевских ВВС; Питер де ла Бильер — главнокомандующий британскими силами в операции «Гранби», и Джон Чаппл, начальник Генерального штаба.

### Венгрия
Венгрия предоставила коалиции около 40 человек, включая медицинскую группу.

### Германия
Германия отправила одну истребительную эскадрилью в Турцию, чтобы продемонстрировать солидарность с операциями в Кувейте и сделать своё присутствие ощутимым на южном фланге НАТО. Ограничения на использование авиабаз НАТО в Германии были сняты, чтобы их можно было использовать для логистики. Германия также предоставила коалиции 6 миллиардов долларов наличными и материальными средствами.

### Гондурас
Гондурас направил в помощь коалиции 400 человек.

### Греция
Греческие силы коалиции включали пилотов ВВС Греции и персонал наземной поддержки, а также фрегат «Лимнос» в Красном море. Греческий торговый флот помогал коалиции с перевозками топлива и оборудования, кроме того, большинство греческих аэродромов были предоставлены для использования США и союзниками.

### Дания
Дания отправила в Персидский залив корвет типа «Нильс Юэль» HDMS Olfert Fischer вместе со 100 военнослужащими.

### Египет
Египет предоставил коалиции около 40 000 солдат и 400 танков под командованием генерал-лейтенанта Салаха Мохаммеда Атия Халаби.

### Испания
Испания развернула 500 военнослужащих сухопутных войск (в основном инженеров), ещё 3000 военнослужащих участвовали в морских операциях: два корвета и один эсминец патрулировали около Баб-эль-Мандебского пролива.

### Италия
Основная статья: Операция «Локуста»

Итальянский контингент включал около 1950 человек; в операции в основном участвовали самолёты итальянских ВВС и воздушная операция с их участием была известна как Операция «Локуста». Италия задействовала восемь самолётов Panavia Tornado, которые совершали вылеты в течение 42 дней войны, и группу тактических разведывательных самолетов Aeritalia F-104S Starfighter, которые действовали из Турции для наблюдения за флангом коалиции. Также Италия разместила в Турции 6 F-104 и отправила в залив 4 корабля. Итальянским командующим операцией был генерал Марио Арпино.

### Канада
Основная статья: Операция «Фрикцион»

Канады предоставила коалиции 4600 человек, деятельность которых получила кодовое название операция «Фрикцион». В войне принимали участие корабли Канадского флота, ВВС Канады проводили патрулирование и бомбардировки, а армия развернула полевой госпиталь. Канадские самолёты и наземные войска также атаковали отступающие иракские военные силы вдоль Шоссе смерти.

### Катар
Катар предоставил коалиции около 2600 человек личного состава. Катарские силы участвовали в битве при Хафджи.

### Кувейт
Вклад кувейтских сил в изгнании включал около 9900 человек личного состава.

### Люксембург
Люксембург оказал финансовую поддержку, а после войны люксембургские солдаты занимались доставкой гуманитарной помощи курдам, нашедшим убежище в горах вдоль турецко-иракской границы.

### Марокко
Марокко предоставило коалиции около 13 000 человек личного состава.

### Нигер
Нигер направил около 480 военнослужащих для охраны святынь в Мекке и Медине.

### Нидерланды
Нидерландский флот отправил два фрегата для поддержки эмбарго ООН в отношении Ирака и три минных тральщика для разминирования побережья Кувейта. Армия предоставила коалиции полевой госпиталь и медицинскую бригаду, в то время как ВВС направили две эскадрильи MIM-23 Hawk и три эскадрильи MIM-104 Patriot — одна из которых была развернута в Израиле для защиты от иракских ракет Scud.

### Новая Зеландия
Новая Зеландия предоставила коалиции два транспортных самолёта Lockheed C-130 Hercules и 100 человек личного состава.

### Норвегия
Норвегия предоставила коалиционным силам 280 человек личного состава, одно военно-морское судно, полевой госпиталь и разведывательные возможности.

### Объединенные Арабские Эмираты
ОАЭ предоставили коалиции один армейский батальон и эскадрилью истребителей Mirage, а также базы для развертывания более 255 самолётов и доступ практически ко всем своим портам и верфям.

### Оман
Оман предоставил около 6300 человек личного состава.

### Пакистан
Пакистанский контингент насчитывал 4900–5500 человек.

### Польша
Польша предоставила коалиции около 320 человек личного состава и 2 военных корабля: ORP Wodnik и ORP Piast. Польша также проводила разведывательные операции, такие как операция «Самум».

### Португалия
Португалия предоставила коалиции одно логистическое судно и два транспортных самолета C-130.

### Румыния
Румыния направила 363 медицинских работника и 21 солдата. В рамках британской операции «Гранби» в Эль-Джубайле был развернут румынский полевой госпиталь.

### Саудовская Аравия

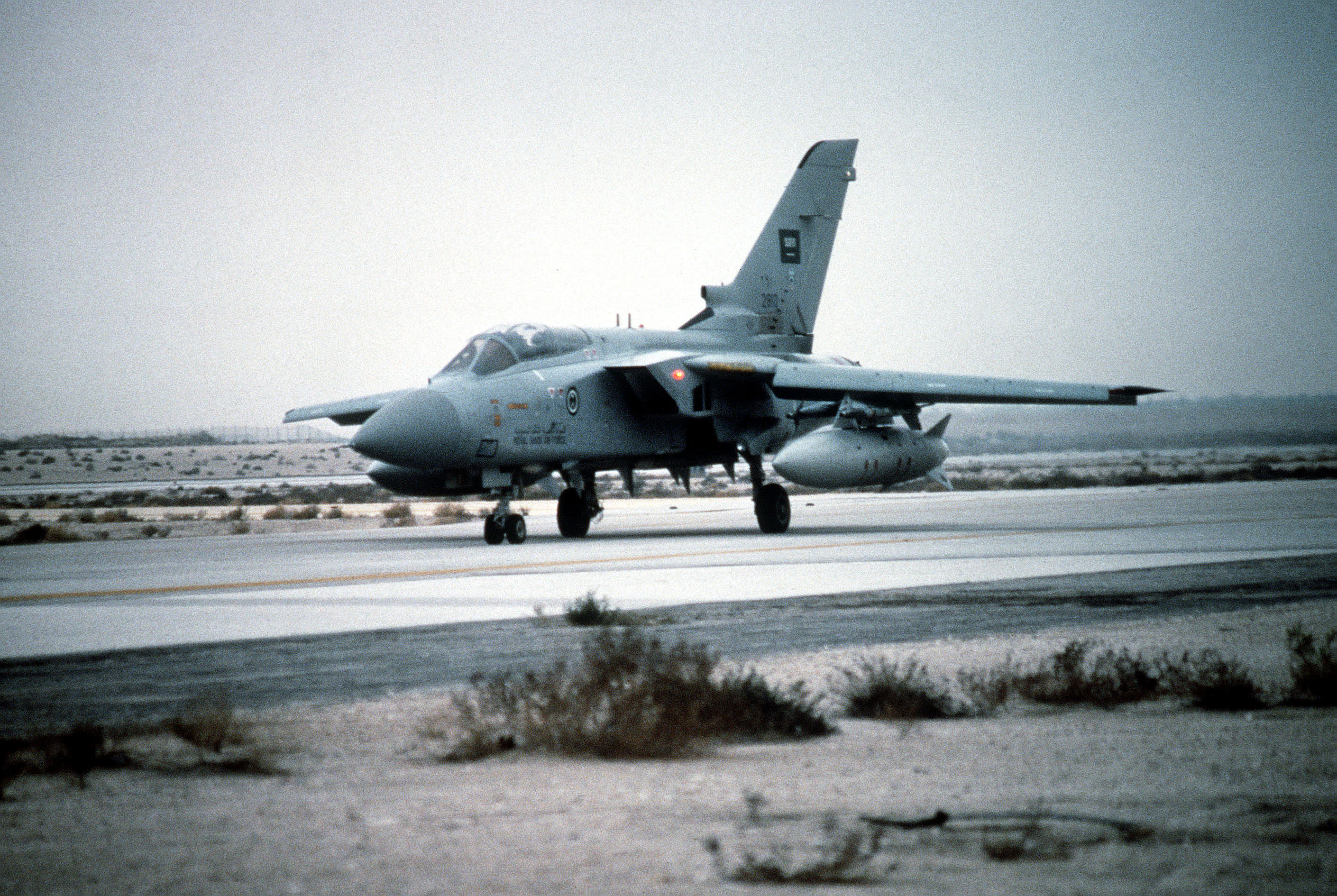
Самолёт Tornado F3 саудовских ВВС во время операции «Буря в пустыне»

По оценкам, от 60 000 до 100 000 саудовских солдат участвовали в операциях против Ирака под руководством Халида бин Султана, Салеха Аль-Мухайи и Султана Аль-Мутайри.

### Сенегал
Сенегал предоставил коалиции около 500 военнослужащих.

### Сингапур
Сингапур направил 30 человек для оказания медицинских и гуманитарных услуг в рамках операции «Соловей», а также девять групп военной поддержки.

### Сирия

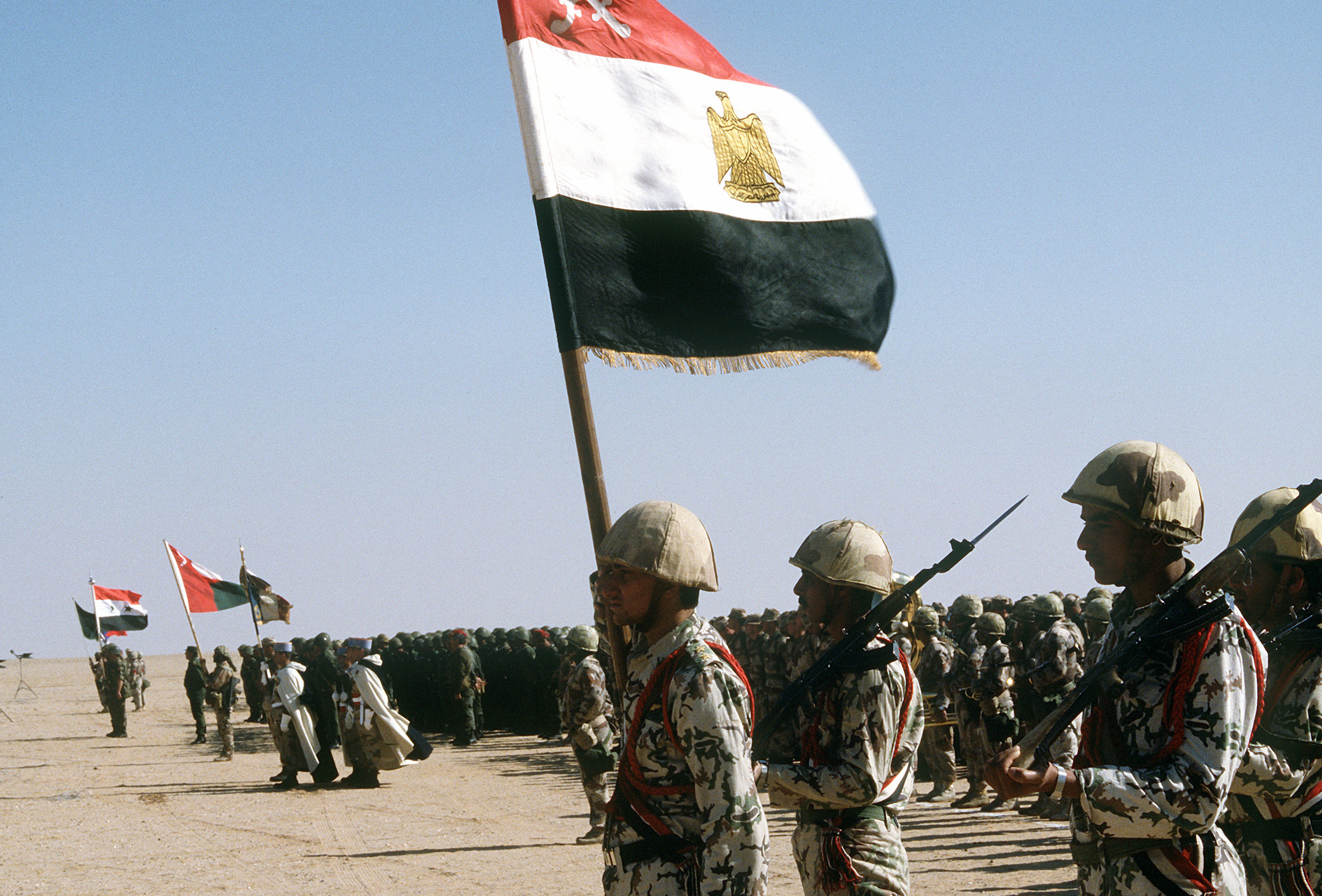
Войска коалиции из Египта, Франции, Омана, Сирии и Кувейта проводят смотр во время операции «Буря в пустыне».

Сирия направила коалиции около 14 500 солдат во главе с министром обороны генерал-полковником Мустафой Тласом.

### Соединённые Штаты Америки
Соединённые Штаты внесли наибольший вклад в коалицию, предоставив примерно 697 000 человек личного состава. Американские силы участвовали в операции «Щит пустыни», битвах при Хафджи, на 73 истинг, при Эль-Бусайе, при Фейз-Лайн-Буллет, при Медина-Ридж, при Вади-эль-Батин и за Норфолк и прочих сражениях. Среди командиров американских сил были Колин Пауэлл, Кэлвин Уоллер, Чарльз Хорнер, Уолт Бумер, Стэн Артур, Фредерик Фрэнкс и Бастер Глоссон, а американский генерал Норман Шварцкопф возглавлял все силы коалиции в войне против Ирака.

### Турция
Турция участвовала в воздушной кампании против Ирака.

### Филиппины
Филиппины отправили около 200 медицинских работников.

### Франция
Основная статья: Операция «Даге»

Французский контингент состоял из около 20 000 человек во главе с генерал-лейтенантом Мишелем Рокежоффром, а их действия носили кодовое название операция «Даге». Франция также предоставила коалиции 14 кораблей, более 75 самолётов и 350 танков.

### Чехословакия
Основная статья: Чехословакия в войне в Персидском заливе

Чехословакия предоставила коалиции специализированное подразделение химической защиты численностью 200 человек и 150 медицинских работников. Главным командующим чехословацких сил был Ян Вало. Участие Чехословакии в войне в Персидском заливе было примечательно тем, что это был первый раз, когда чехословацкие войска приняли участие в вооружённом конфликте после Второй мировой войны, и последний раз перед распадом Чехословакии в 1993 году.

### Швеция
Шведский контингент насчитывал около 525 человек и включал полевой госпиталь.

### Южная Корея
Южнокорейский контингент насчитывал 777 человек, включая медицинскую и материально-техническую поддержку.

### Япония
Япония не предоставила коалиции ни личного состава, ни оборудования, поскольку это было запрещено её конституцией. Однако японское правительство внесло 13 млрд долларов для финансирования операций коалиции.

## Афганские и курдские ополченцы
По данным источников, 300 ополченцев-антикоммунистов из числа афганских моджахедов, присоединились к коалиции к концу войны, 11 февраля 1991 года. Сообщается, что иракские курдские повстанческие группы также участвовали в боевых действиях против Саддама.